# Amarasøen
Amarasøen (rumænsk: Lacul Amara) er en saltvands liman - sø beliggende på Slobozia - Buzău -vejen nær Amara i distriktet Ialomița i Rumænien.
Søen har et overfladeareal på 132 hektar , et vandvolumen på 2.600.000 m3, en længde på 4 km og en bredde mellem 200 og 800 meter, mens den maksimale dybde når 3 m.
Søen ligger i en lavning uden forbindelser til Ialomița-floden. På grund af manglen på en konstant ferskvandsforsyning året rundt og på grund af fordampningsprocessen udløst af det tørre klima, er koncentrationen af salte i søen ret høj. Det hypertoniske vand er rigt på sulfatsalte, bicarbonat, chlorider, iodider, bromider og magnesiumsalte, hvilket førte til dannelsen af et terapeutisk mudder, der bruges til at behandle forskellige sygdomme. Den generelle mineralkoncentration i vandet er omkring 9,8 g/L. Det sapropeliske mudder indeholder omkring 40 % organiske og 41 % mineralske stoffer.  Mudderet anbefales til personer med lidelser i bevægelsessystemet, med gynækologiske lidelser (især sterilitet) og patienter med hudlidelser af enhver art.
Amara Resort, der ligger ved bredden af søen, har omkring 2.000 overnatningspladser fordelt på tre hoteller. Med 507 værelser er Lebăda Hotel det største på feriestedet og et af de største hoteller i landet.